# Eriospermum corymbosum
Eriospermum corymbosum är en sparrisväxtart som beskrevs av John Gilbert Baker. Eriospermum corymbosum ingår i släktet Eriospermum och familjen sparrisväxter. Inga underarter finns listade i Catalogue of Life.